# Fútbol Club Carlos Stein
O Fútbol Club Carlos Stein, ou simplesmente Carlos Stein, é um clube de futebol peruano do distrito de José Leonardo Ortiz, Província de Chiclayo, Departamento de Lambayeque. Foi fundado em 2012 e participa do Campeonato Peruano de Futebol da Primeira Divisão desde a temporada de 2020 após a conquista do título da Copa Peru de 2019.
O rival clássico de Carlos Stein é o Pirata Fútbol Club, time que também pertence ao distrito José Leonardo Ortiz.

## História
O clube foi fundado em 6 de março de 2012 com o nome de Asociación FC Carlos Stein no distrito de José Leonardo Ortiz, em Chiclayo, por um grupo de moradores. Alguns deles foram: Branagh Castañeda, Guillermo Terrones, Felipe Correa Esteban Inga, entre outros. O grupo, liderado por Miguel Quesquen, decidiu criar um time de futebol com o nome do local onde nasceram e foram criados.
Em seus primórdios, o clube passou a participar da terceira divisão da Liga Distrital José Leonardo Ortiz. Com o apoio de moradores e familiares dos próprios jogadores, nesse mesmo ano foram promovidos à segunda divisão desse campeonato. No ano seguinte, após mais uma excelente campanha, conseguiu ascender à primeira divisão distrital, obtendo o direito de disputar a Copa Peru.
Para a campanha de 2015 a equipe teve alguns problemas financeiros, o que não lhe permitiria continuar na primeira duvisão. Porém, Arturo Rodríguez, um dos fundadores do clube, aportou financeiramente ao clube para que ele não fechasse as portas. Desta forma, em 2016, o Carlos Stein conquistou seu primeiro título distrital. Em meados do mesmo ano, Arturo Rodríguez sofreu um atentado que custou sua vida, razão pela qual foi decidido que o time colocasse seu rosto na camisa, como forma de agradecimento por suas contribuições para o clube.

### Primeiras campanhas na Copa do Peru
2017 foi o ano em que o Carlos Stein representou Lambayeque na etapa nacional da Copa Peru de 2017, depois de ter sido vice-campeão distrital, vice-campeão provincial e vice-campeão departamental. Na etapa nacional, superou a fase regular eliminando o Somos Olímpico de Lima no primeiro turno e perdendo no segundo turno para o Atlético Grau de Piura.
Em 2018 o Carlos Stein foi campeão da etapa provincial de Chiclayo e posteriormente vice-campeão da etapa departamental de Lambayeque. Isso novamente habilitou a equipe para participar da etapa nacional da Copa Peru. O Carlos Stein avançou à fase regular, porém caiu na primeira rodada dos mata-mata contra o Deportivo Garcilaso de Cusco.
Em 2019, a equipe carlista conquistou a liga distrital de José Leonardo Ortiz, venceu novamente a Liga Provincial de Chiclayo e desta vez conquistou o título da liga departamental de Lambayeque. O time não teve problemas para passar a fase regular da Copa Peru de 2019, derrotando o Deportivo Manaos por 7-1 no agregado nos dezesseisavos de final. Nas oitavas de final, o rival foi o Club Miguel Grau de Deportes de Abancay, que derrotou o Carlos Stein por 3x0 na ida e perdeu por 2x0 na volta. O resultado geral eliminou o Carlos Stein da competição, porém, o clube de Chiclayo apresentou uma queixa pela escalação de Jimmy Aguilar, jogador do Miguel Grau que estava suspenso. O resultado foi modificado e o Miguel Grau foi suspenso da competição, classificando os carlistas. Nas quartas de final, o Carlos Stein eliminou o Credicoop San Cristóbal de Moquegua com um placar global de 4x4, passando pela regra do gol fora de casa e se tornando o primeiro classificado ao quadrangular final da Copa Peru.
No quadrangular final do campeonato, o Stein empatou em 1x1 com o Sport Estrella de Piura, derrotou o Sport Chavelines de Pacasmayo por 2x1 e na partida final empatou em 2x2 com o Deportivo Llacuabamba de Liberdade, resultado que rendeu o título para a equipe do Llacuabamba pelo saldo de gols. Entretanto, o Carlos Stein, apresentou uma reclamação pela escalação indevida do jogador Milton Bermejo e, em 3 de dezembro de 2019, a Comissão de Justiça da Federação Peruana de Futebol finalmente declarou procedente a reclamação, entregando o título da Copa Peru de 2019 ao elenco carlista, que significava promoção à primeira divisão peruana a partir da temporada 2020. Na Liga 1 de 2020 o Carlos Stein conseguiu manter a categoria acumulando 27 pontos, mandando para a Liga 2 de 2021 o tradicional Alianza Lima e o Club Atlético Grau, ambos com 26 pontos.

## Presidentes e treinadores
| Presidente            | Início                 | Fim                 |
| --------------------- | ---------------------- | ------------------- |
| Jorge Luis Portilla   | 12 de dezembro de 2017 | 17 de abril de 2020 |
| John Rodríguez Carlos | 17 de abril de 2020    | presente            |

| Treinador              | Início                 | Fim                    |
| ---------------------- | ---------------------- | ---------------------- |
| Juan Carlos Cabanillas | 2017                   | 2018                   |
| César Sánchez          | 12 de julho de 2018    | 2018                   |
| Daniel Valderrama      | 27 de maio de 2019     | 13 de novembro de 2019 |
| Juan Carlos Bazalar    | 13 de novembro de 2019 | 20 de dezembro de 2019 |
| Orlando Lavalle        | 31 de dezembro de 2019 | 18 de setembro de 2020 |
| Juan Carlos Bazalar    | 22 de setembro de 2020 | 8 de novembro de 2020  |
| Daniel Valderrama      | 12 de novembro de 2020 | 14 de dezembro de 2020 |
| Miguel Ángel Zahzú     | 14 de dezembro de 2020 | presente               |